# Colopea silvestris
Colopea silvestris is een spinnensoort uit de familie Stenochilidae. De soort komt voor in Nieuw-Guinea.